# Powiaty i gminy o identycznych nazwach

## Powiaty
- bielski:
  - (województwo podlaskie, st. Bielsk Podlaski) > powiat bielski (województwo podlaskie)
  - (województwo śląskie, st. Bielsko-Biała) > powiat bielski (województwo śląskie)
- brzeski:
  - (województwo małopolskie, st. Brzesko) > powiat brzeski (województwo małopolskie)
  - (województwo opolskie, st. Brzeg) > powiat brzeski (województwo opolskie)
- grodziski:
  - (województwo mazowieckie, st. Grodzisk Mazowiecki) > powiat grodziski (województwo mazowieckie)
  - (województwo wielkopolskie, st. Grodzisk Wielkopolski) > powiat grodziski (województwo wielkopolskie)
- krośnieński:
  - (województwo lubuskie, st. Krosno Odrzańskie) > powiat krośnieński (województwo lubuskie)
  - (województwo podkarpackie, st. Krosno) > powiat krośnieński (województwo podkarpackie)
- nowodworski:
  - (województwo mazowieckie, st. Nowy Dwór Mazowiecki) > powiat nowodworski (województwo mazowieckie)
  - (województwo pomorskie, st. Nowy Dwór Gdański) > powiat nowodworski (województwo pomorskie)
- opolski:
  - (województwo lubelskie, st. Opole Lubelskie) > powiat opolski (województwo lubelskie)
  - (województwo opolskie, st. Opole) > powiat opolski (województwo opolskie)
- ostrowski:
  - (województwo mazowieckie, st. Ostrów Mazowiecka) > powiat ostrowski (województwo mazowieckie)
  - (województwo wielkopolskie, st. Ostrów Wielkopolski) > powiat ostrowski (województwo wielkopolskie)
- średzki:
  - (województwo dolnośląskie, st. Środa Śląska) > powiat średzki (województwo dolnośląskie)
  - (województwo wielkopolskie, st. Środa Wielkopolska) > powiat średzki (województwo wielkopolskie)
- świdnicki:
  - (województwo dolnośląskie, st. Świdnica) > powiat świdnicki (województwo dolnośląskie)
  - (województwo lubelskie, st. Świdnik) > powiat świdnicki (województwo lubelskie)
- tomaszowski:
  - (województwo lubelskie, st. Tomaszów Lubelski) > powiat tomaszowski (województwo lubelskie)
  - (województwo łódzkie, st. Tomaszów Mazowiecki) > powiat tomaszowski (województwo łódzkie)

## Gminy
Uwagi: Spis nie zestawia ze sobą niektórych gmin miejskich z ich gminami obwarzankowymi.
Skróty nazw województw:
- (DŚ) województwo dolnośląskie
- (KP) województwo kujawsko-pomorskie
- (LB) województwo lubelskie
- (LS) województwo lubuskie
- (ŁD) województwo łódzkie
- (MP) województwo małopolskie
- (MZ) województwo mazowieckie
- (OP) województwo opolskie
- (PK) województwo podkarpackie
- (PL) województwo podlaskie
- (PM) województwo pomorskie
- (ŚL) województwo śląskie
- (ŚK) województwo świętokrzyskie
- (WM) województwo warmińsko-mazurskie
- (WP) województwo wielkopolskie
- (ZP) województwo zachodniopomorskie

### A
- Adamów
  - powiat łukowski (LB) > gmina Adamów (powiat łukowski)
  - powiat zamojski (LB) > gmina Adamów (powiat zamojski)
- Aleksandrów
  - powiat biłgorajski (LB) > gmina Aleksandrów (powiat biłgorajski)
  - powiat piotrkowski (ŁD) > gmina Aleksandrów (powiat piotrkowski)

### B
- Baranów
  - powiat grodziski (MZ) > gmina Baranów (powiat grodziski)
  - powiat kępiński (WP) > gmina Baranów (powiat kępiński)
  - powiat puławski (LB) > gmina Baranów (powiat puławski)
- Biała
  - powiat prudnicki (OP) > gmina Biała (powiat prudnicki)
  - powiat wieluński (ŁD) > gmina Biała (powiat wieluński)
- Białobrzegi
  - powiat białobrzeski (MZ) > gmina Białobrzegi (powiat białobrzeski)
  - powiat łańcucki (PK) > gmina Białobrzegi (powiat łańcucki)
- Biskupiec
  - powiat nowomiejski (WM) > gmina Biskupiec (powiat nowomiejski)
  - powiat olsztyński (WM) > gmina Biskupiec (powiat olsztyński)
- Bobrowniki
  - powiat będziński (ŚL) > gmina Bobrowniki (powiat będziński)
  - powiat lipnowski (KP) > gmina Bobrowniki (powiat lipnowski)
- Bolesław
  - powiat dąbrowski (MP) > gmina Bolesław (powiat dąbrowski)
  - powiat olkuski (MP) > gmina Bolesław (powiat olkuski)
- Bolesławiec
  - powiat bolesławiecki (DŚ) > gmina Bolesławiec (powiat bolesławiecki)
  - powiat wieruszowski (ŁD) > gmina Bolesławiec (powiat wieruszowski)
- Brodnica
  - powiat brodnicki (KP) > gmina Brodnica (powiat brodnicki)
  - powiat śremski (WP) > gmina Brodnica (powiat śremski)
- Brody
  - powiat starachowicki (ŚK) > gmina Brody (powiat starachowicki)
  - powiat żarski (LS) > gmina Brody (powiat żarski)
- Brzeziny
  - powiat brzeziński (ŁD) > gmina Brzeziny (powiat brzeziński)
  - powiat kaliski (WP) > gmina Brzeziny (powiat kaliski)
- Brzeźnica
  - powiat wadowicki (MP) > gmina Brzeźnica (powiat wadowicki)
  - powiat żagański (LS) > gmina Brzeźnica (powiat żagański)

### C
- Chmielnik
  - powiat kielecki (ŚK) > gmina Chmielnik (powiat kielecki)
  - powiat rzeszowski (PK) > gmina Chmielnik (powiat rzeszowski) (do 1997 gmina Chmielnik Rzeszowski)
- Chrzanów
  - powiat chrzanowski (MP) > gmina Chrzanów (powiat chrzanowski)
  - powiat janowski (LB) > gmina Chrzanów (powiat janowski)
- Czarna
  - powiat bieszczadzki (PK) > gmina Czarna (powiat bieszczadzki)
  - powiat dębicki (PK) > gmina Czarna (powiat dębicki)
  - powiat łańcucki (PK) > gmina Czarna (powiat łańcucki)
- Czarnocin
  - powiat kazimierski (ŚK) > gmina Czarnocin (powiat kazimierski)
  - powiat piotrkowski (ŁD) > gmina Czarnocin (powiat piotrkowski)
- Czermin
  - powiat mielecki (PK) > gmina Czermin (powiat mielecki)
  - powiat pleszewski (WP) > gmina Czermin (powiat pleszewski)
- Czernichów
  - powiat krakowski (MP) > gmina Czernichów (powiat krakowski)
  - powiat żywiecki (ŚL) > gmina Czernichów (powiat żywiecki)

### D
- Dąbie
  - powiat kolski (WP) > gmina Dąbie (powiat kolski)
  - Powiat krośnieński (LS) > gmina Dąbie (powiat krośnieński)
- Dąbrowa
  - powiat mogileński (KP) > gmina Dąbrowa (powiat mogileński)
  - powiat opolski (OP) > gmina Dąbrowa (powiat opolski)
- Dębno
  - Powiat brzeski (MP) > gmina Dębno (powiat brzeski)
  - powiat myśliborski (ZP) > gmina Dębno (powiat myśliborski)
- Dębowiec
  - powiat cieszyński (ŚL) > Gmina Dębowiec (województwo śląskie)
  - powiat jasielski (PK) > Gmina Dębowiec (województwo podkarpackie)
- Dobra
  - powiat limanowski (MP) > gmina Dobra (powiat limanowski)
  - powiat łobeski (ZP) > gmina Dobra (powiat łobeski) miasto: Dobra (powiat łobeski)
  - powiat policki (ZP) > Gmina Dobra (Szczecińska)
  - powiat turecki (WP) > gmina Dobra (powiat turecki) miasto: Dobra (powiat turecki)
- Dobre
  - powiat miński (MZ) > gmina Dobre (powiat miński)
  - powiat radziejowski (KP) > gmina Dobre (powiat radziejowski)

### G
- Gorzyce
  - powiat tarnobrzeski (PK) > gmina Gorzyce (powiat tarnobrzeski)
  - powiat wodzisławski (ŚL) > gmina Gorzyce (powiat wodzisławski)
- Górzno
  - powiat brodnicki (KP) > gmina Górzno (powiat brodnicki)
  - powiat garwoliński (MZ) > gmina Górzno (powiat garwoliński)

### J
- Jabłonna
  - powiat legionowski (MZ) > gmina Jabłonna (powiat legionowski)
  - powiat lubelski (LB) > gmina Jabłonna (powiat lubelski)
- Janów
  - powiat częstochowski (ŚL) > gmina Janów (powiat częstochowski)
  - powiat sokólski (PL) > gmina Janów (powiat sokólski)
- Jarocin
  - powiat jarociński (WP) > gmina Jarocin (powiat jarociński)
  - powiat niżański (PK) > gmina Jarocin (powiat niżański)
- Józefów
  - powiat biłgorajski > gmina Józefów
  - powiat opolski > gmina Józefów nad Wisłą (do 2004 r. Józefów)
  - powiat otwocki > gmina miejska Józefów

### K
- Kamień
  - powiat chełmski (LB) > gmina Kamień (powiat chełmski)
  - powiat rzeszowski (PK) > gmina Kamień (powiat rzeszowski)
- Kłodawa
  - powiat gorzowski (LS) > gmina Kłodawa (powiat gorzowski)
  - powiat kolski (WP) > gmina Kłodawa (powiat kolski)
- Kolno
  - powiat kolneński (PL) > gmina Kolno (powiat kolneński)
  - powiat olsztyński (WM) > gmina Kolno (powiat olsztyński)
- Konopnica
  - powiat lubelski (LB) > gmina Konopnica (powiat lubelski)
  - powiat wieluński (ŁD) > gmina Konopnica (powiat wieluński)
- Krasne
  - powiat przasnyski (MZ) > gmina Krasne (powiat przasnyski)
  - powiat rzeszowski (PK) > gmina Krasne (powiat rzeszowski)

### L
- Lipno
  - powiat leszczyński (WP) > gmina Lipno (powiat leszczyński)
  - powiat lipnowski (KP) > gmina Lipno (powiat lipnowski)
- Lubrza
  - powiat prudnicki (OP) > gmina Lubrza (powiat prudnicki)
  - powiat świebodziński (LS) > gmina Lubrza (powiat świebodziński)

### Ł
- Łagów
  - powiat kielecki (ŚK) > gmina Łagów (powiat kielecki)
  - powiat świebodziński (LS) > gmina Łagów (powiat świebodziński)
- Łubnice
  - powiat staszowski (ŚK) > gmina Łubnice (powiat staszowski)
  - powiat wieruszowski (ŁD) > gmina Łubnice (powiat wieruszowski)

### M
- Maszewo
  - powiat goleniowski (ZP) > gmina Maszewo (powiat goleniowski)
  - powiat krośnieński (LS) > gmina Maszewo (powiat krośnieński)
- Michałowice
  - powiat krakowski (MP) > gmina Michałowice (powiat krakowski)
  - powiat pruszkowski (MZ) > gmina Michałowice (powiat pruszkowski)
- Moszczenica
  - powiat gorlicki (MP) > gmina Moszczenica (powiat gorlicki)
  - powiat piotrkowski (ŁD) > gmina Moszczenica (powiat piotrkowski)

### O
- Olesno
  - powiat dąbrowski (MP) > gmina Olesno (powiat dąbrowski)
  - powiat oleski (OP) > gmina Olesno (powiat oleski)
- Oleśnica
  - powiat oleśnicki (DŚ) > gmina Oleśnica (powiat oleśnicki) miasto: Oleśnica (województwo dolnośląskie)
  - powiat staszowski (ŚK) > gmina Oleśnica (powiat staszowski) miasto: Oleśnica (województwo świętokrzyskie)
- Olszanka
  - Powiat brzeski (OP) > gmina Olszanka (powiat brzeski)
  - powiat łosicki (MZ) > gmina Olszanka (powiat łosicki)
- Opatów
  - powiat kłobucki (ŚL) > gmina Opatów (powiat kłobucki)
  - powiat opatowski (ŚK) > gmina Opatów (powiat opatowski)
- Osieczna
  - powiat leszczyński (WP) > gmina Osieczna (powiat leszczyński)
  - powiat starogardzki (PM) > gmina Osieczna (powiat starogardzki)
- Osiek
  - powiat brodnicki (KP) > gmina Osiek (powiat brodnicki)
  - powiat oświęcimski (MP) > gmina Osiek (powiat oświęcimski)
  - powiat starogardzki (PM) > gmina Osiek (powiat starogardzki)
  - powiat staszowski (ŚK) > gmina Osiek (powiat staszowski)
- Ostrówek
  - powiat lubartowski (LB) > gmina Ostrówek (powiat lubartowski)
  - powiat wieluński (ŁD) > gmina Ostrówek (powiat wieluński)

### P
- Piaski
  - powiat gostyński (WP) > gmina Piaski (powiat gostyński)
  - Powiat świdnicki (LB) > gmina Piaski (powiat świdnicki)
- Pniewy
  - powiat grójecki (MZ) > gmina Pniewy (powiat grójecki)
  - powiat szamotulski (WP) > gmina Pniewy (powiat szamotulski)
- Poświętne
  - powiat białostocki (PL) > gmina Poświętne (powiat białostocki)
  - powiat opoczyński (ŁD) > gmina Poświętne (powiat opoczyński)
  - powiat wołomiński (MZ) > gmina Poświętne (powiat wołomiński)

### R
- Radków
  - powiat kłodzki (DŚ) > gmina Radków (powiat kłodzki)
  - powiat włoszczowski (ŚK) > gmina Radków (powiat włoszczowski)
- Radłów
  - powiat oleski (OP) > Gmina Radłów (województwo opolskie)
  - powiat tarnowski (MP) > Gmina Radłów (województwo małopolskie)
- Radzanów
  - powiat białobrzeski (MZ) > gmina Radzanów (powiat białobrzeski)
  - powiat mławski (MZ) > gmina Radzanów (powiat mławski)
- Rogowo
  - powiat rypiński (KP) > gmina Rogowo (powiat rypiński)
  - powiat żniński (KP) > gmina Rogowo (powiat żniński)
- Rokietnica
  - powiat jarosławski (PK) > gmina Rokietnica (powiat jarosławski)
  - powiat poznański (WP) > gmina Rokietnica (powiat poznański)
- Rudnik
  - powiat krasnostawski (LB) > gmina Rudnik (powiat krasnostawski)
  - powiat raciborski (ŚL) > gmina Rudnik (powiat raciborski)
- Rybno
  - powiat działdowski (WM) > gmina Rybno (powiat działdowski)
  - powiat sochaczewski (MZ) > gmina Rybno (powiat sochaczewski)
- Rzgów
  - powiat koniński (WP) > gmina Rzgów (powiat koniński)
  - powiat łódzki wschodni (ŁD) > gmina Rzgów (powiat łódzki wschodni)

### S
- Sławno
  - powiat opoczyński (ŁD) > gmina Sławno (powiat opoczyński)
  - powiat sławieński (ZP) > gmina Sławno (powiat sławieński)
- Słubice
  - powiat płocki (MZ) > gmina Słubice (powiat płocki)
  - powiat słubicki (LS) > gmina Słubice (powiat słubicki)
- Słupia
  - powiat jędrzejowski (ŚK) > gmina Słupia (powiat jędrzejowski)
  - powiat skierniewicki (ŁD) > gmina Słupia (powiat skierniewicki)
- Spytkowice
  - powiat nowotarski (MP) > gmina Spytkowice (powiat nowotarski)
  - powiat wadowicki (MP) > gmina Spytkowice (powiat wadowicki)
- Stężyca
  - powiat kartuski (PM) > gmina Stężyca (powiat kartuski)
  - powiat rycki (LB) > gmina Stężyca (powiat rycki)
- Szydłowo
  - powiat mławski (MZ) > gmina Szydłowo (powiat mławski)
  - powiat pilski (WP) > gmina Szydłowo (powiat pilski)

### Ś
- Świdnica
  - powiat świdnicki (DŚ) > gmina Świdnica (powiat świdnicki)
  - powiat zielonogórski (LS) > gmina Świdnica (powiat zielonogórski)
- Świętajno
  - powiat olecki (WM) > gmina Świętajno (powiat olecki)
  - powiat szczycieński (WM) > gmina Świętajno (powiat szczycieński)

### U
- Ujazd
  - powiat strzelecki (OP) > gmina Ujazd (powiat strzelecki)
  - Powiat tomaszowski (ŁD) > gmina Ujazd (powiat tomaszowski)

### W
- Wąsosz
  - powiat górowski (DŚ) > gmina Wąsosz (województwo dolnośląskie)
  - powiat grajewski (PL) > gmina Wąsosz (powiat grajewski)
- Wierzbica
  - powiat chełmski (LB) > gmina Wierzbica (powiat chełmski)
  - powiat radomski (MZ) > gmina Wierzbica (powiat radomski)
- Wilków
  - powiat namysłowski (OP) > gmina Wilków (powiat namysłowski)
  - powiat opolski (LB) > gmina Wilków (powiat opolski)
- Wiśniowa
  - powiat myślenicki (MP) > gmina Wiśniowa (powiat myślenicki)
  - powiat strzyżowski (PK) > gmina Wiśniowa (powiat strzyżowski)

### Z
- Zakrzew
  - powiat lubelski (LB) > gmina Zakrzew (powiat lubelski)
  - powiat radomski (MZ) > gmina Zakrzew (powiat radomski)
- Zakrzewo
  - powiat aleksandrowski (KP) > gmina Zakrzewo (powiat aleksandrowski)
  - powiat złotowski (WP) > gmina Zakrzewo (powiat złotowski)
- Zduny
  - powiat krotoszyński (WP) > gmina Zduny (powiat krotoszyński)
  - powiat łowicki (ŁD) > gmina Zduny (powiat łowicki)

## Miasta i gminy
- Gmina Józefów w powiecie biłgorajskim (lubelskie)
  - miasta: Józefów (powiat biłgorajski) (lubelskie) i Józefów (powiat otwocki) (mazowieckie)
- Gmina Kostrzyn w powiecie poznańskim (wielkopolskie)
  - miasta: Kostrzyn (powiat poznański, wielkopolskie) i Kostrzyn nad Odrą (do 2004 r. Kostrzyn) (powiat gorzowski, lubuskie)
- Gmina Leszno w powiecie warszawskim zachodnim (mazowieckie)
  - miasto: Leszno (m. n. p. p., wielkopolskie)
- Gmina Olsztyn w powiecie częstochowskim (śląskie)
  - miasta: Olsztyn (m. n. p. p., warmińsko-mazurskie) i Olsztyn (powiat częstochowski, śląskie)
- Gmina Sulmierzyce w powiecie pajęczańskim (łódzkie)
  - miasto: Sulmierzyce (powiat krotoszyński, wielkopolskie)